# IC 5157
IC 5157 је елиптична галаксија у сазвјежђу Јужна риба која се налази на листи објеката дубоког неба у Индекс каталогу.
Деклинација објекта је - 34° 56' 29" а ректасцензија 22h 3m 27,0s. Привидна величина (магнитуда) објекта IC 5157 износи 12,0 а фотографска магнитуда 13,0. IC 5157 је још познат и под ознакама ESO 404-26, MCG -6-48-20, PGC 67941.